# Graham Potter
Graham Stephen Potter (Solihull, 20 mei 1975) is een Engels voetbaltrainer en voormalig voetballer. Als speler kwam Potter onder andere uit voor Birmingham City, Stoke City en York City. Na zijn carrière als speler ging hij aan de slag als hoofdtrainer bij Östersunds, Swansea City, Brighton & Hove Albion en Chelsea.

## Trainerscarrière

### Östersunds FK
Potter werd in december 2010 trainer van de Zweedse vierdeklasser Östersunds FK, nadat zijn vriend en voormalig ploeggenoot bij Boston United Graeme Jones zijn naam aan hen had doorgespeeld na een vriendschappelijke wedstrijd tussen Östersunds en Swansea City. Nadat hij Östersunds na twee opeenvolgende promoties naar het tweede niveau van Zweden had geleid, verlengde hij zijn contract met drie seizoenen. Nog voor afloop van dat contract leidde Potter de club voor het eerst in de clubgeschiedenis naar het hoogste niveau, de Allsvenskan.
Ook in de Allsvenskan kende de groei van de club geen grenzen. Op 13 april 2017 won Potter met Östersunds de Zweedse voetbalbeker, nadat Norrköping in de finale met 4-1 werd verslagen. Het leverde de club een ticket op voor de UEFA Europa League, waar het meteen de groepsfase bereikte nadat het in de kwalificatiereeks achtereenvolgens Galatasaray, Fola Esch en PAOK Saloniki uitschakelde. Vervolgens overleefde Östersunds de groepsfase met daarin Athletic Bilbao, Hertha BSC en Zorja Loehansk en won het in de 1/16e finale met 1-2 van Arsenal.
Na afloop van dat historische seizoen verliet Potter de Zweedse club voor een avontuur in de Championship met het net gedegradeerde Swansea City.

### Swansea City
Op 11 juni 2018 werd Potter officieel aangesteld als hoofdtrainer van Premier League degradant Swansea City. De ploeg bleef een heel seizoen in de middenmoot bivakkeren en eindigde uiteindelijk op een tiende plaats op de ranglijst. In de FA Cup bereikte Potter met Swansea City de kwartfinale, waar de Welshmen maar nipt verloren van Manchester City (2-3).
Aan het einde van het seizoen werd Potter getipt als opvolger van Chris Hughton bij Brighton & Hove Albion. The Seagulls betaalde 3 miljoen pond om Potter los te weken in Wales.

### Brighton & Hove Albion
Bij Brighton & Hove Albion werd Potter zijn speelstijl geprezen binnen de club en daarbuiten, waardoor zijn contract in november 2019 al werd opengebroken. Ook in de seizoenen die volgden werd het spel van Brighton gewaardeerd, wat Potter belangstelling opleverde van andere clubs uit de Premier League.

### Chelsea
In september 2022 presenteerde Chelsea Potter als nieuwe hoofdtrainer, nadat de Londense club Thomas Tuchel had ontslagen. Ondanks grote uitgaven aan transfers – onder andere Mychajlo Moedryk, Enzo Fernández en Noni Madueke werden gehaald – bleven de resultaten uit. Op 2 april 2023 werd Potter dan ook ontslagen na 207 dagen in dienst te zijn geweest van de Londenaren.